# STS-47
STS-47 — 50-й старт многоразового транспортного космического корабля в рамках программы Спейс Шаттл и 2-й космический полёт Индевор, произведен 12 сентября 1992 года. Экипаж проводил медико-биологических исследования и эксперименты в области материаловедения. Астронавты провели в космосе около 8 дней и благополучно приземлились на аэродром КЦ Кеннеди 20 сентября 1992 года.

## Экипаж
- (НАСА): Роберт Гибсон (4)[1] — командир;
- (НАСА): Кёртис Браун (1) — пилот;
- (НАСА): Марк Ли (2) — специалист полёта 1;
- (НАСА): Джером Эпт (2) — специалист полёта 2;
- (НАСА): Нэнси Дейвис (1) — специалист полёта 3;
- (НАСА): Мэй Джемисон (единственный) — специалист полёта 4;
- (NASDA): Мамору Мори (1) — специалист по полезной нагрузке.

Интересно заметить, что на момент полёта Ли и Дэйвис являлись супругами (первый случай в мировой практике). 
Также на борту была первая астронавт-афроамериканка (Джемисон).
Мамору Мори - первый профессиональный японский астронавт.

## Описание полёта

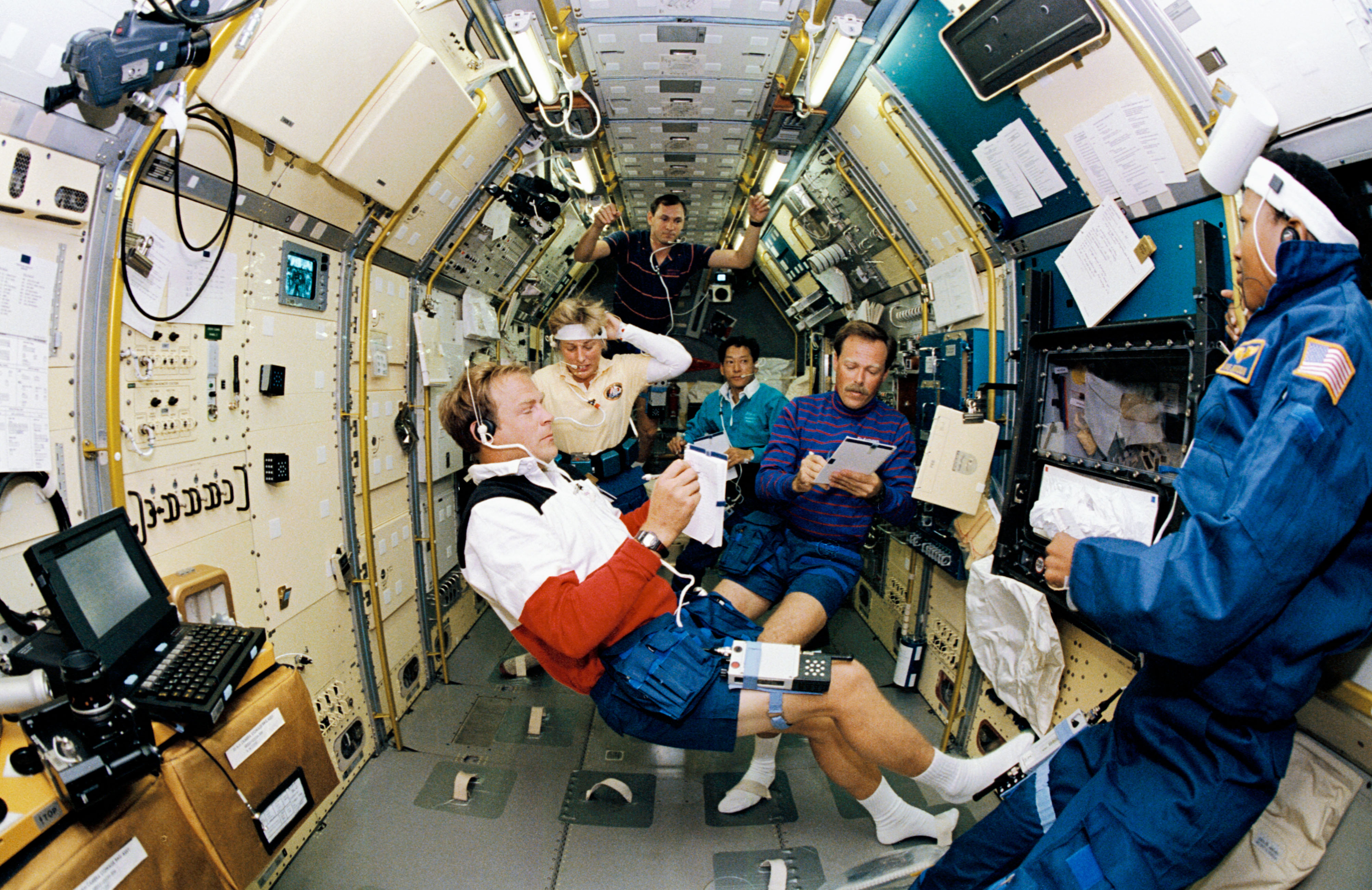
Экипаж STS-47 внутри лаборатории Спейслэб

## Параметры полёта
- Вес: 15 250 кг (полезная нагрузка)
- Перигей: 241 км
- Апогей: 241 км
- Наклонение: 39,0°
- Период обращения: 89,7 мин